# Война за независимость Ирландии
Война за независимость Ирландии, или Англо-ирландская война (ирл. Cogadh na Saoirse, Cogadh Angla-Éireannach, англ. The Irish War of Independence, The Tan War, The Anglo-Irish War) — вооружённый конфликт в виде партизанских действий между Ирландской Республикой и Великобританией в 1919−1921 годах. Она была частью революционного периода в Ирландии.
В апреле 1916 года ирландские республиканцы начали Пасхальное восстание против британского правления и провозгласили Ирландскую республику. Несмотря на подавление после недели боев, восстание и реакция Великобритании привели к большей народной поддержке независимости Ирландии. На выборах в декабре 1918 года республиканская партия «Шинн Фейн» одержала убедительную победу в Ирландии. 21 января 1919 года она сформировала сепаратное правительство Дойл Эрен (ирл. Dáil Éireann) и провозгласила независимость Ирландии. Конфликт постепенно развивался. Большую часть 1919 года деятельность ИРА заключалась в захвате оружия и освобождении республиканских заключённых, в то время как Дейл приступило к строительству государства. В сентябре британское правительство объявило Дейл и Шинн Фейн вне закона, и конфликт усилился. ИРА начала устраивать засады на патрули Ирландской королевской полиции (RIC) и британской армии, нападая на их казармы, вынуждая покидать изолированные гарнизоны. Британское правительство укрепило RIC вспомогательными войсками, так называемыми «чёрно-пегими», новобранцами из Британии, которые прославились недисциплинированными и репрессивными нападениями на гражданских лиц, некоторые из которых были санкционированы британским правительством.  Таким образом, конфликт иногда называют «чёрно-коричневой войной». Конфликт также включал акты гражданского неповиновения, в частности отказ ирландских железнодорожников перевозить британские войска или военные грузы.
В середине 1920 года республиканцы получили контроль над большинством советов графств, и британская власть рухнула на большей части юга и запада, вынудив британское правительство ввести чрезвычайные полномочия. К концу 1920 года было убито около трёхсот человек, но в ноябре конфликт ещё больше обострился. В Кровавое воскресенье в Дублине 21 ноября 1920 года были убиты четырнадцать сотрудников британской разведки; затем RIC обстреляла толпу на гэльском футбольном матче, убив четырнадцать мирных жителей и ранив шестьдесят пять. Неделю спустя ИРА убила семнадцать человек из вспомогательных войск в засаде Килмайкл в графстве Корк. В декабре власти Великобритании объявили военное положение на большей части юга Ирландии, причём центр города Корк был сожжен британскими войсками в отместку за засаду. Насилие продолжало нарастать в течение следующих семи месяцев, когда тысяча человек были убиты и четыре с половиной тысячи республиканцев были интернированы. Большая часть боевых действий происходила в Мюнстере (особенно в графстве Корк), Дублине и Белфасте, где всего погибло более 75 процентов участников конфликта.
Конфликт на северо-востоке Ольстера имел религиозный аспект. В то время как католическое меньшинство, в основном, поддерживало независимость Ирландии, протестантское большинство было в основном юнионистами и лоялистами. Была сформирована протестантская особая полиция, действовали лоялистские военизированные формирования. Они нападали на католиков в отместку за действия ИРА, а в Белфасте разгорелся межрелигиозный конфликт, в результате которого было убито почти 500 человек, большинство из которых были католиками.  В мае 1921 года Ирландия была разделена в соответствии с британским законодательством Законом о правительстве Ирландии, в результате чего появилась Северная Ирландия.
Прекращение огня вступило в силу 11 июля 1921 года. Переговоры после прекращения огня привели к подписанию англо-ирландского договора 6 декабря 1921 года. Это положило конец британскому правлению на большей части Ирландии и после десяти месяцев переходного периода под контролем временного правительства, Ирландское Свободное государство было закреплено законодательно как самоуправляющийся доминион 6 декабря 1922 года. Северная Ирландия оставалась в Соединенном Королевстве. После прекращения огня насилие в Белфасте и бои в приграничных районах Северной Ирландии продолжались, а ИРА начала неудавшееся северное наступление в мае 1922 года. В июне 1922 года разногласия между республиканцами по англо-ирландскому договору привели к одиннадцатимесячному гражданскому сопротивлению. Ирландское Свободное Государство наградило участников 62 868 медалями за службу во время Войны за независимость, из которых 15 224 были выданы истребителям «летучих колонн» ИРА.

## Истоки конфликта

### Кризис самоуправления
С 1870-х годов ирландские националисты в ирландской парламентской партии всё больше выступали за самоуправление (Home Rule) от Великобритании. Пограничные организации, такие как «Шинн Фейн» Артура Гриффита вместо этого выступали за некоторую форму независимости Ирландии, но они были в небольшом меньшинстве.
Обсуждение гомруля в британском правительстве в 1912 году сразу же вызвало затяжной кризис в пределах Соединенного Королевства, и ольстерские юнионисты сформировали вооруженную организацию — Волонтёры Ольстера — чтобы противостоять этой передаче полномочий, по крайней мере, на территории, которую они могли контролировать. В свою очередь, националисты создали собственную военизированную организацию Irish Volunteers.
Британский парламент принял Закон 1914 года о правительстве Ирландии, известный как Закон о самоуправлении, 18 сентября 1914 года с внесением поправок в законопроект о разделе Ирландии, внесенный депутатами-юнионистами Ольстера, но реализация Закона была немедленно отложена Законом о приостановлении полномочий 1914 года в связи с началом Первой мировой войны в предыдущем месяце. Большинство националистов последовали за своими лидерами, призывавшими поддержать Великобританию и союзников в их военных усилиях ирландскими полками в Новой британской армии, с намерением обеспечить начало самоуправления после войны. Однако значительное меньшинство ирландских добровольцев выступило против участия Ирландии в войне. Движение добровольцев раскололось, и большинство из них сформировало Национальных добровольцев под руководством Редмонда. Оставшиеся ирландские добровольцы под руководством Эоина МакНила считали, что они будут поддерживать свою организацию до тех пор, пока не будет предоставлено самоуправление. В рамках этого добровольческого движения другая фракция, возглавляемая сепаратистским ирландским республиканским братством, начала готовиться к восстанию против британского правления в Ирландии.

### Пасхальное восстание
План восстания был реализован во время Пасхального восстания 1916 года, когда добровольцы подняли восстание, цель которого было положить конец британскому правлению. Повстанцы выпустили Прокламацию Ирландской Республики, провозгласив независимость Ирландии как республики.  Восстание, в ходе которого погибло более четырехсот человек, почти полностью ограничивалось Дублином и было подавлено в течение недели, но британский ответ в виде казни лидеров восстания и ареста тысяч националистических активистов, спровоцировал поддержку населением сепаратистской партии Шинн Фейн. С этого времени поддержка ирландцами британских военных действий ослабевала, поскольку ирландское общественное мнение было шокировано и возмущено действиями, совершенными британскими войсками, особенно убийством Фрэнсиса Шихи-Скеффингтона и введением военного положения.

### Первый Дэйл
В апреле 1918 года британский кабинет перед лицом кризиса, вызванного весенним наступлением Германии, попытался с помощью двойной политики одновременно увязать введение воинской повинности в Ирландии с осуществлением самоуправления, как это указано в Конвенции от 8 апреля 1918 года ирландского правительства. Это еще больше оттолкнуло ирландских националистов и вызвало массовые демонстрации во время военного кризиса 1918 года.  На всеобщих выборах 1918 года ирландские избиратели продемонстрировали свое неодобрение британской политике, отдав Шинн Фейн 70% (73 места из 105) ирландских мест, 25 из которых неоспоримы. Шинн Фейн получила 91% мест, вне Ольстера набрав 46,9% голосов, но было в меньшинстве в Ольстере, где юнионисты составляли большинство. Шинн Фейн пообещала не заседать в парламенте Великобритании в Вестминстере, а создать ирландский парламент.  Этот парламент, известный как Первый Дэйл (Dáil), и его министерство, называется Aireacht, состояло только из членов Шинна Фейна, собрался в Mansion House 21 января 1919. Дэйл подтвердил провозглашённую в 1916 году ирландскую Декларацию независимости,  и выпустил послание к свободным народам мира, в котором говорилось, что между Ирландией и Англией существует состояние войны. Ирландские добровольцы были преобразованы в «Ирландскую республиканскую армию», или ИРА. Некоторые члены Дайла Эйрианна считали ИРА уполномоченной вести войну с администрацией Британского Дублинского замка.

## Ход военных действий
21 января 1919 года 73 депутата английского парламента, объявившие себя полномочным парламентом Ирландии, приняли декларацию о суверенитете Ирландии, провозгласив Ирландскую Республику, и потребовали немедленного вывода английских войск с территории недавно провозглашённого государства. Было сформировано временное ирландское республиканское правительство. Президентом республики был избран лидер ирландской националистической партии Имон де Валера. После провозглашения независимости ИРА провела ряд терактов по отношению к представителям английских властей в Ирландии и начала активные боевые действия. Английская полиция предотвращала теракты и убивала членов ИРА при поддержке армии. На фоне боёв между ИРА и английскими войсками 15 апреля на территории графства Лимерик возникло государство Советский Лимерик, самораспустившееся через 12 дней. 26 ноября 1919 года вспыхнуло антианглийское вооружённое восстание в Дублине. Началась партизанская война.

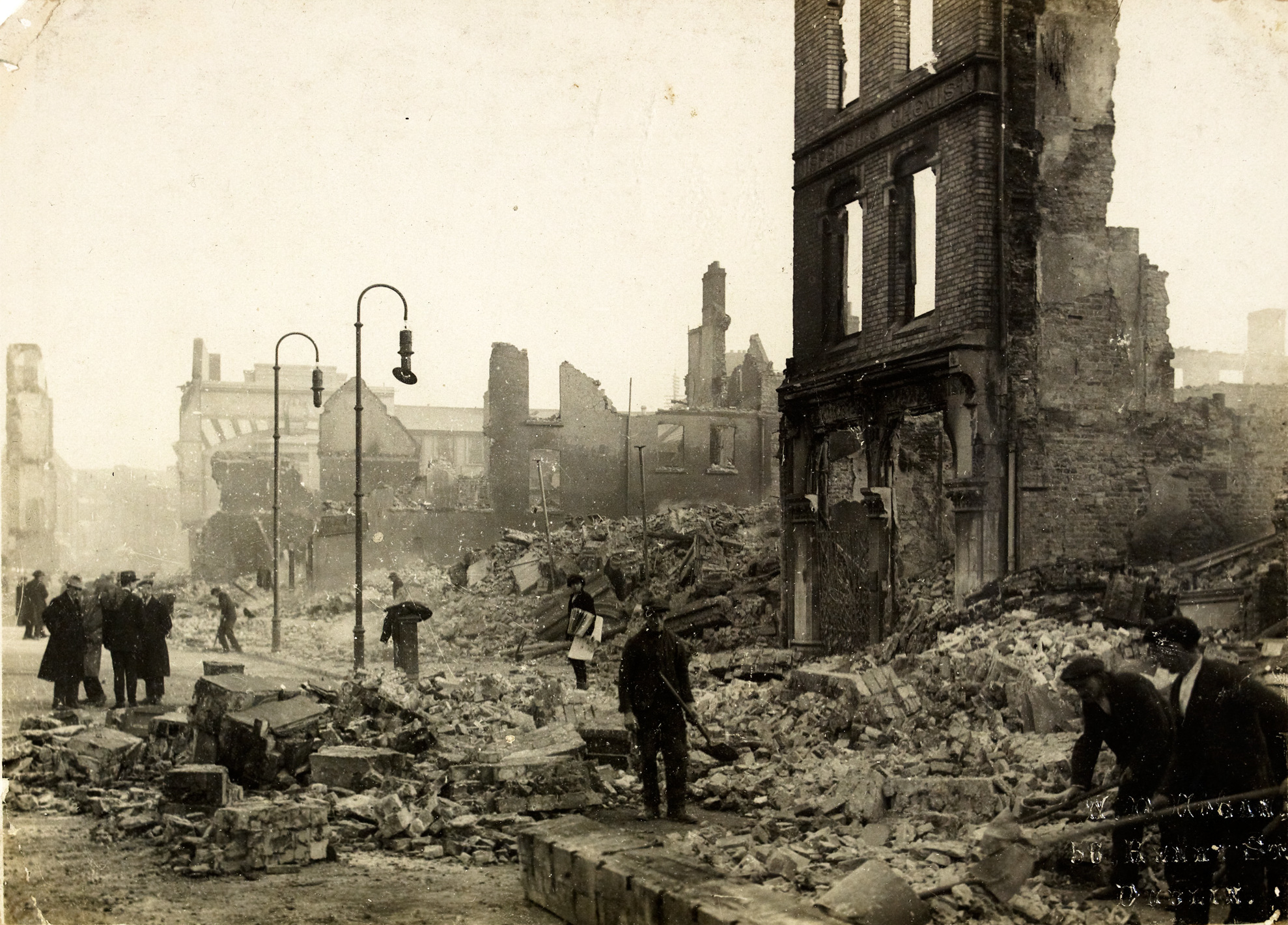
Сожжённые здания в Корке, декабрь 1920 года

ИРА устраивала нападения на подразделения британских войск, полицейские участки, британских чиновников. 21 ноября 1920 года в день, названный «кровавым воскресеньем», в Дублине погиб 31 человек. К весне 1921 года ИРА начала крупномасштабные операции, уничтожив или повредив к апрелю 1920 года до 800 британских полицейских постов, казарм и укрепленных пунктов. В конце мая 1921 отряд ИРА численностью около 120 человек предпринял нападение на Кастом хаус в Дублине, центр британской администрации, однако выбраться из района акции ему не удалось, 5 членов отряда погибли и 80 были задержаны.
В ответ на действия ИРА британские власти усиливали репрессии. Так, в ответ на действия ИРА 11 декабря 1920 года, отряд «чёрно-пегих» (Особый резерв Королевской ирландской полиции) сжёг центральную часть Корка.
Пока на юге и в центре Ирландии шла партизанская война, 10 марта 1920 года совет ольстерских националистов провёл голосование в Белфасте, по которому страна разделялась на два суверенных государства с собственными парламентами — на Северную и Южную Ирландию. 21 июля того же года между сторонниками партии «Шинн Фейн» и ольстерскими националистами произошли вооружённые столкновения в Белфасте. 12 декабря англичане ввели в Корке военное положение. В Великобритании положение усугубилось из-за трат на войну. Прокатилась волна забастовок шахтёров. 24 мая 1921 года состоялись выборы в парламент Южной Ирландии без предварительной агитации. Абсолютное большинство (124 кресла из 128) получила партия «Шинн Фейн». 7 июня начинает работу парламент Северной Ирландии, премьер-министром в котором стал Джеймс Крейг, 1-й виконт Крейгавон, что окончательно раскололо Ирландию. 10 июня Ирландская республика подписала перемирие с Великобританией. На следующий день солдаты ИРА прекратили боевые действия.

## Последствия
6 декабря 1921 года Великобритания заключила с Ирландией компромиссный англо-ирландский договор 1921 года, в котором признала католическую Южную Ирландию как английский доминион под названием Ирландское свободное государство. Северная Ирландия вошла в состав Великобритании. Однако 16 декабря того же года, в день ратификации договора Северной Ирландии и Великобритании, лидер ирландцев Имон де Валера, бывший сторонник договора, неожиданно выступил категорически против воссоединения с Великобританией. Это и послужило продолжению конфликта, который выражался теперь в политическом и идеологическом противостоянии и продолжается по сей день в шести районах Северной Ирландии, входящих в состав Великобритании.

## В культуре
- «Майкл Коллинз» — художественный фильм ирландского режиссёра Нила Джордана, снятый в 1996 году. В картине, посвященной жизнеописанию Майкла Коллинза, его фигура поставлена в центр драматических событий периода войны за независимость и гражданской войны, противопоставляясь Имону де Валера.
- «Ветер, который качает вереск» — художественный фильм британского режиссёра Кена Лоуча, получивший Золотую пальмовую ветвь на Каннском кинофестивале 2006 года. Фильм рассказывает историю двух братьев, сражавшихся в Ирландской республиканской армии в 1919—1921 годах в войне за независимость Ирландии.